# Alfonso Comin
Alfonso Carlos Comín Ros (Saragozza, 9 agosto 1933 – Barcellona, 23 luglio 1980) è stato un ingegnere industriale, politico e pubblicista spagnolo che operò prevalentemente in Catalogna.

## Biografia
Era figlio di una famiglia carlista, di origine aragonese che si stabilì a Barcellona. Senza abbandonare mai le sue convinzioni cattoliche, sviluppò posizioni di orientamento comunista. Sposato con María Lluïsa Oliveres. Nel 1956 entrò  nel Fronte di Liberazione Popolare (FELIPE) che lasciò nel 1962, per integrarsi nel Fronte Operaio catalano (FOC), che si costituì come riferimento catalano del FELIPE.
Nel 1970 entrò nell'Organizzazione Comunista Spagnola Bandiera Rossa (OCE-BR) ma la abbandonò per fondare Bandiera Rossa Catalana (1974) che poco dopo si integrò nel Partito Socialista Unificato Catalano(PSUC). 
Nel 1973 creò il movimento Cristiani per il Socialismo e fu una delle figure centrali in Spagna. 
Nel 1980 fu eletto deputato nelle elezioni per il parlamento catalano, per la provincia di Barcellona nella lista del PSUC.
Buona parte della problematica politica e sociale si sviluppò e si intersecò con il problema degli immigrati andalusi in Catalogna, specialmente nella Barcellona degli anni 1950.
Partecipò a diverse Route (Marce) della Pace organizzate dalla Pax Christi Internazionale tra cui quella in Piemonte nel 1957. Fu iscritto a Pax Christi negli anni cinquanta nella sezione basca e poi catalana. 
Fu direttore della rivista Taula de Canvi (Tavola del Cambio) dal 1976 fino alla sua scomparsa.
I suoi eredi politici fondarono in sua memoria nel 1983 la Fondazione Alfonso Comin (vedi nei collegamenti esterni). I suoi principali obiettivi sono stati quelli di pubblicare l'opera completa di Alfonso Comin e continuare a lavorare nella linea del “compromesso” sociale, politico e religioso che Alfonso Comin tracciò con la sua vita.

## Opere
- España del sur (1965)
- Noticia de Andalucía (1970)
- España, ¿país de Misión? (1966)
- Per una estratègia sindical  (1971)
- El credo que ha dado sentido a mi vida (1975)
- Fe en la tierra (1975)
- Por qué soy marxista y otras confesiones
- Cristianos en el partido, Comunistas en la Iglesia (1977)
- La reconstrucción de la Palabra (1977)
- Cuba entre el silencio y la utopía  (1979)